# Adam Dzieciniak
Adam Dzieciniak (ur. 28 kwietnia 1959 w Lęborku) – polski reżyser i aktor teatralny i filmowy.
Aktor Teatru Polskiego w Szczecinie. Występował na początku programu Śmiechu warte z Tadeuszem Drozdą. Jest Absolwentem Wydziału Lalkarskiego Państwowej Wyższej Szkoły Teatralnej we Wrocławiu.
W roku 2005 aktor został nagrodzony Bursztynowym Pierścieniem (w kategorii – najlepszy aktor) za rolę Marcina Kabata w spektaklu „Igraszki z diabłem” Jana Drdy, w reżyserii Wojciecha Solarza.

## Filmografia
- 2004: Ławeczka
- 2007: Ryś, jako wicepremier
- 2014: Obietnica, jako sędzia rodzinny
- 2016: Totalna harmonia, jako dyrektor filharmonii